# Uuri
Uuri är en ort i Estland. Den ligger i Kuusalu kommun och landskapet Harjumaa, i den centrala delen av landet, 50 km öster om huvudstaden Tallinn. Uuri ligger 37 meter över havet och antalet invånare är 113.
Terrängen runt Uuri är platt. Runt Uuri är det glesbefolkat, med 9 invånare per kvadratkilometer. Närmaste större samhälle är Loksa, 12,5 km nordost om Uuri. I omgivningarna runt Uuri växer i huvudsak blandskog.